# Echte Brunnenkresse
Die Echte Brunnenkresse oder Brunnenkresse (Nasturtium officinale), auch Wasserkresse genannt, ist eine Pflanzenart aus der Gattung der Brunnenkressen (Nasturtium) innerhalb der Kreuzblütengewächse (Brassicaceae). Diese Sumpf- bzw. Wasserpflanze wird als Küchenkraut und Gemüse verwendet.

## Namensherkunft
Ihr Trivialname Brunnenkresse ist in Bezug auf ihren Standort abgeleitet von mittelhochdeutsch brunne „Quelle, Quellwasser, Grundwasser, fließendes Wasser“. Als mittelalterliche lateinische Schreibweise der Nasturtium-Art ist Nasturcium (aquaticum) belegt.

## Beschreibung

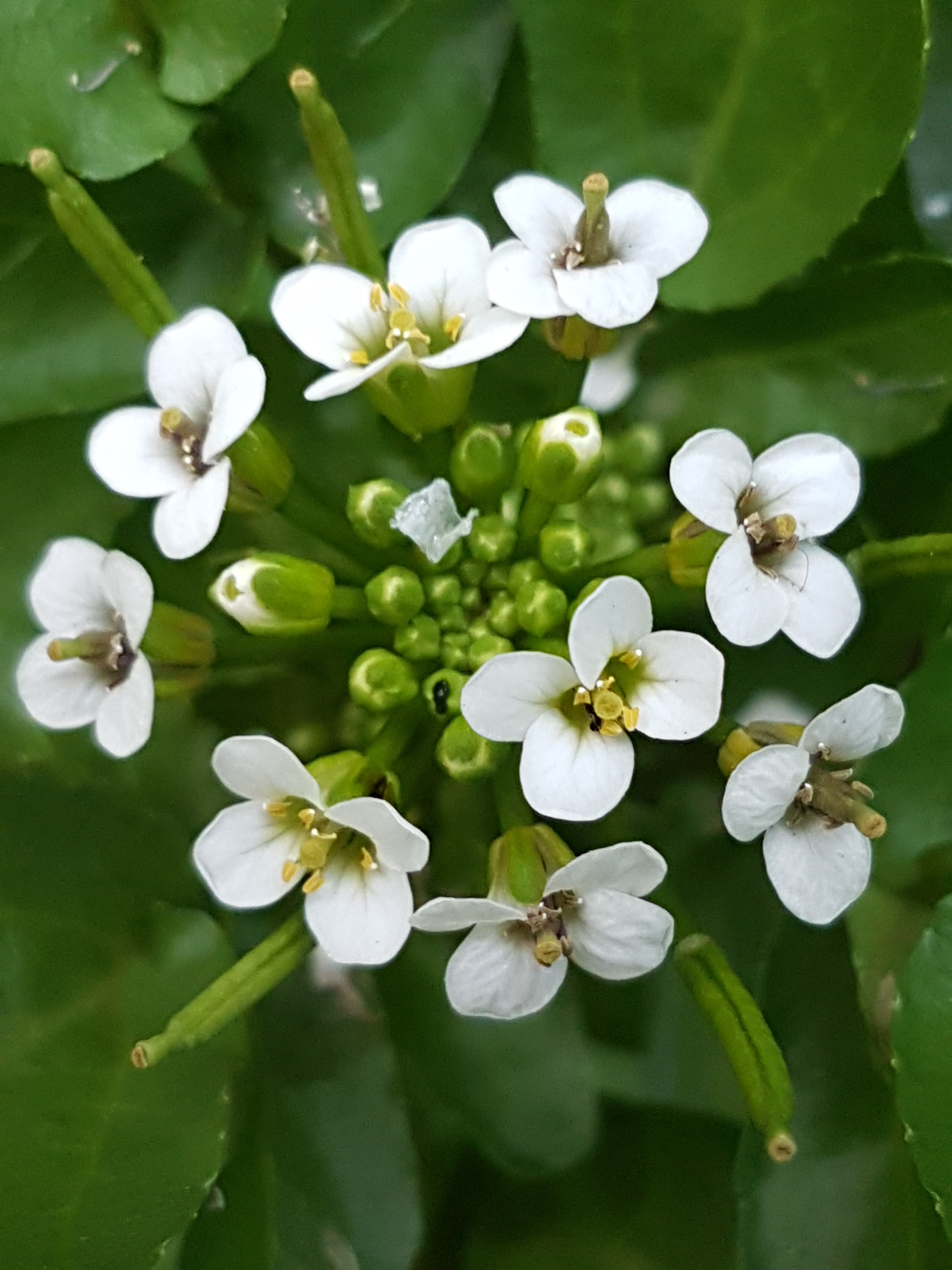
Blütenstand mit Blüten und Frucht

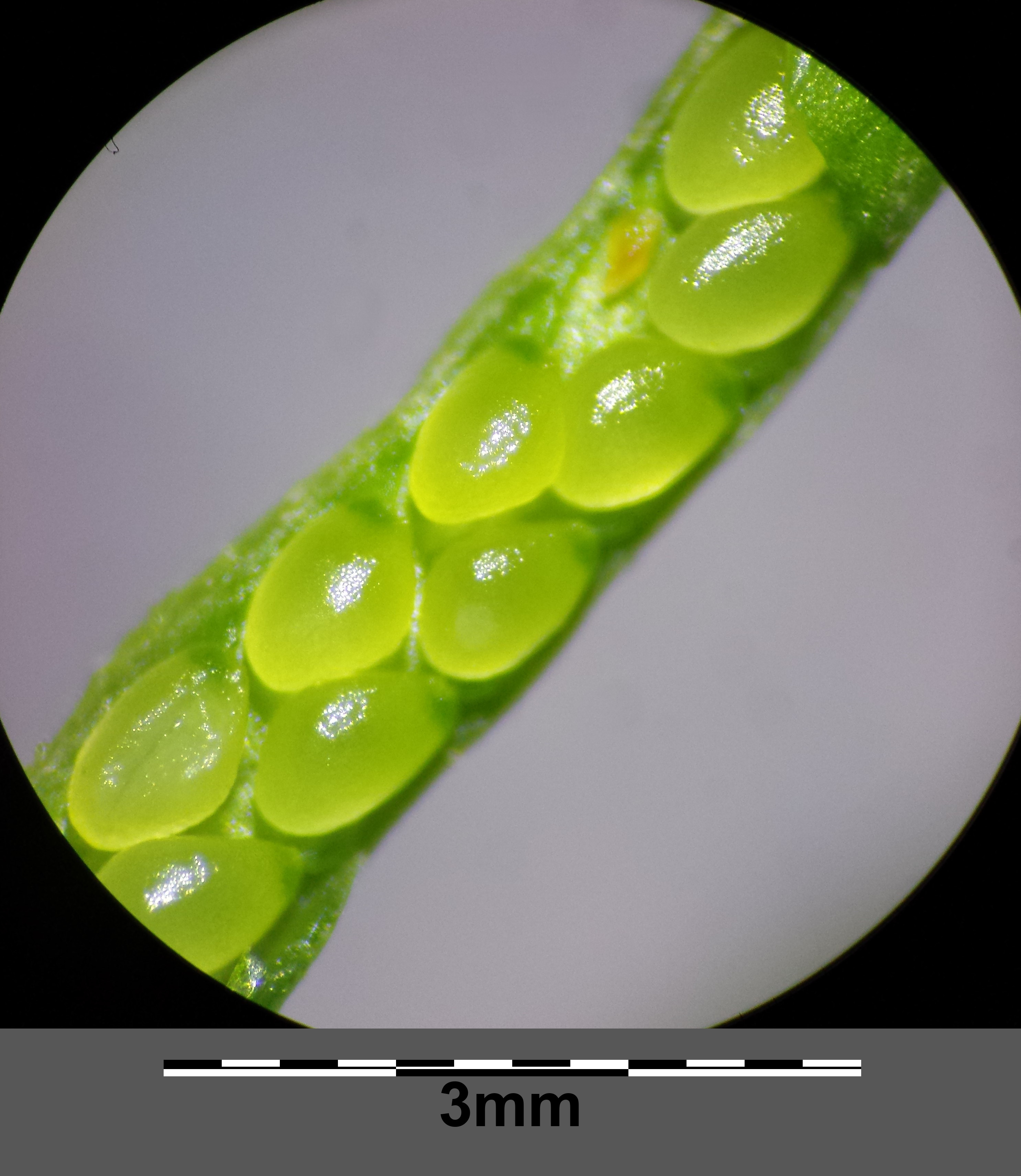
Geöffnete Schote, Samen in 2 Reihen

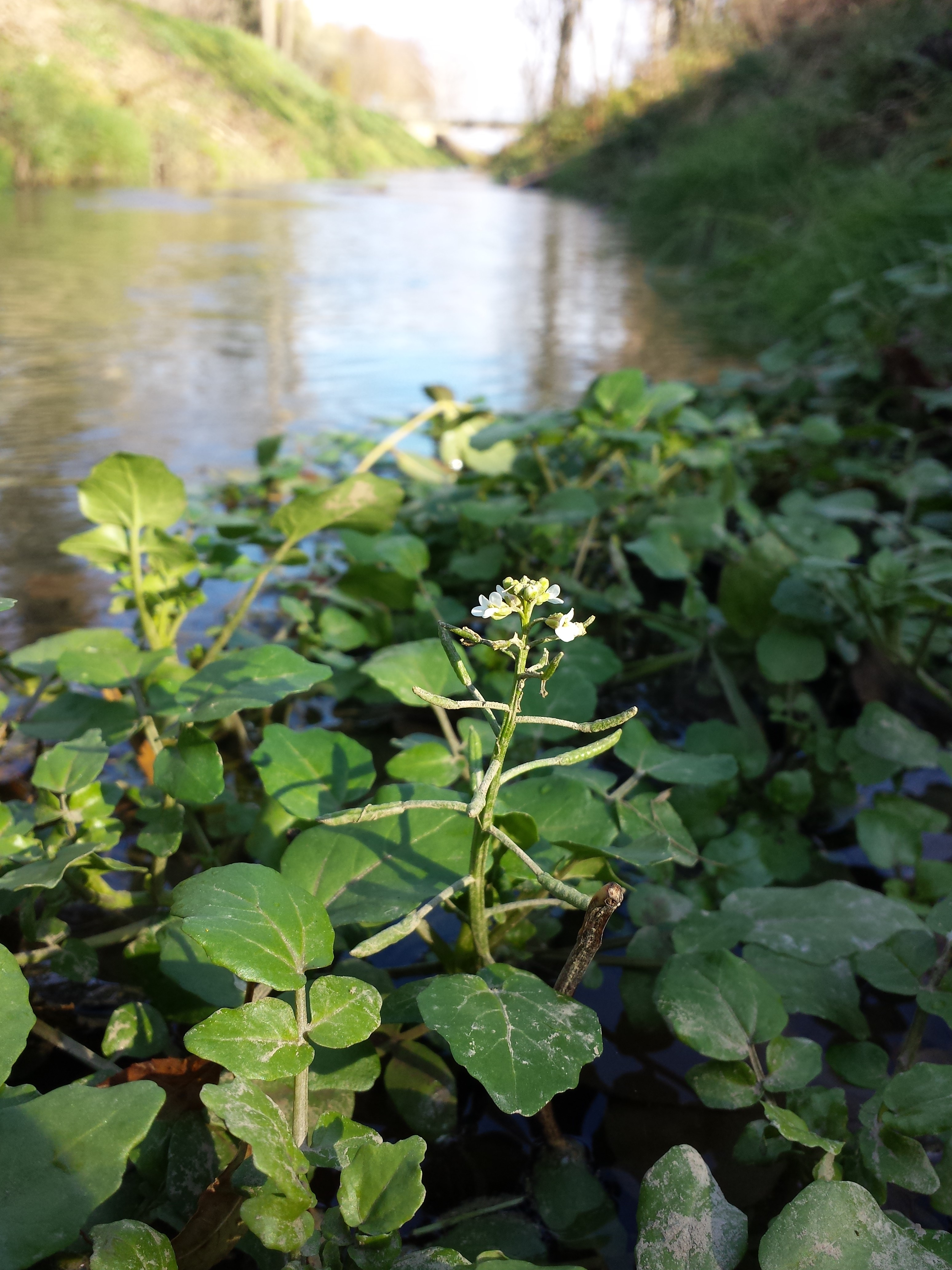
Habitus

### Vegetative Merkmale
Die Echte Brunnenkresse wächst als wintergrüne, ausdauernde krautige Pflanze. Der hohle, runde Stängel weist Längen von 15 bis 80, manchmal 90 Zentimetern auf und liegt im Wasser. Nach der Anthese färbt sich der Stängel oft lila. Die oberirdischen Pflanzenteile sind kahl. Die rundlichen „Wurzelblättchen“ treiben am unteren Ende. Die kleinen, grasgrünen, unpaarig gefiederten Laubblätter bestehen meist aus zwei bis vier (selten ein oder fünf) Fiederpaaren. An den Nodien treiben Adventivwurzeln aus.

### Generative Merkmale
Der anfangs schirmtraubige und später traubige Blütenstand enthält locker angeordnet viele Blüten.
Die zwittrige Blüte ist vierzählig. Die Kronblätter sind länger als Kelchblätter. Die vier weißen Kronblätter sind 3 bis 4 Millimeter lang. Die sechs Staubblätter besitzen gelbe Staubbeutel.
Die Schote ist etwa gleich lang oder länger als der Fruchtstiel. Die Schoten sind 8 bis 20 Millimeter lang und 2 bis 3 Millimeter breit und enthalten deutlich sichtbar bis zu 60 Samen in zwei Reihen. Die Oberfläche der Samen ist wabenartig in etwa 25 Felder unterteilt. Die Tausendkornmasse beträgt 2,8 Gramm.
Die Chromosomenzahl beträgt 2n = 32.

### Unterscheidung von ähnlichen Arten
Die Echte Brunnenkresse ist leicht mit dem an gleichen Standorten wachsenden Bitteren Schaumkraut zu verwechseln, das durch dessen violette Staubbeutel und die mit Mark gefüllten, nicht kriechenden Stängel sowie die nicht geöhrten Laubblätter unterscheidbar ist. Eine Verwechslung bei der Nutzung der Brunnenkresse als Salat ist aber unkritisch, da das Bittere Schaumkraut ungiftig ist und ähnliche Eigenschaften wie die Brunnenkresse hat. Verwandte Arten sind das Behaarte Schaumkraut (Cardamine hirsuta) oder das Frühlings-Barbarakraut (Barbarea verna). Beide genannten Arten sind der Brunnenkresse sehr ähnlich und können zur Kultur ohne Wasseranstau verwendet werden.

## Ökologie und Phänologie
Die Blütezeit beginnt Ende Mai, teils auch im Juni und dauert bis Juli. Die Früchte reifen von September bis Oktober.
Die Echte Brunnenkresse wächst als Sumpf- bzw. Wasserpflanze. Die Echte Brunnenkresse ist eine Langtagpflanze. Unter 7 °C kommt das Wachstum des Pflanzenexemplares zum Stillstand.
Die Blüten der Echten Brunnenkresse sind „Nektar führende Scheibenblumen“. Der Nektar, der am Grunde der ausgesackten Kelchblätter abgesondert wird, kann nur von Faltern und Bienen erreicht werden. Bei schlechtem Wetter findet spontane Selbstbestäubung in den geschlossenen Blüten statt.
Die Schoten sind Windstreuer. Die Samen können als Wasserhafter im Gefieder von Wasservögeln verschleppt werden.

## Vorkommen und Gefährdung
Das ursprüngliche Verbreitungsgebiet der Echten Brunnenkresse befindet sich in Eurasien, Nordafrika und Makaronesien. Sie wächst als Neophyt mittlerweile fast überall auf der Welt. In Österreich kommt die Echte Brunnenkresse selten bis sehr selten in allen Bundesländern vor. Sie gilt im nördlichen und südöstlichen Alpenvorland als gefährdet und in der Pannonischen Florenprovinz als stark gefährdet.
Die Echte Brunnenkresse gedeiht meist in nährstoffreichen fließenden Gewässern an sonnigen bis halbschattigen Standorten. Sie kommt an Quellen, Bächen und Teichen vor. Sie ist in Mitteleuropa eine Charakterart des Nasturtietum officinalis aus dem Verband Sparganio-Glycerion, kommt aber auch im offenen Fließwasser in der Form fo. submersa Glück bis in 1 Meter Wassertiefe in Pflanzengesellschaften des Verbands Ranunculion fluitantis vor. Obwohl die Brunnenkresse kühles, schnell fließendes Wasser bevorzugt, kommt sie im Yellowstone-Nationalpark am Ufer von etwa 40 °C warmen Thermalquellen vor. Die Echte Brunnenkresse steigt in Südtirol am Schlernhaus bis in eine Höhenlage von 2460 Meter auf.
Die ökologischen Zeigerwerte nach Landolt et al. 2010 sind in der Schweiz: Feuchtezahl F = 5fw (überschwemmt, im Bereich von fließendem Bodenwasser, aber wechselnd), Lichtzahl L = 3 (halbschattig), Reaktionszahl R = 4 (neutral bis basisch), Temperaturzahl T = 4 (kollin), Nährstoffzahl N = 4 (nährstoffreich), Kontinentalitätszahl K = 2 (subozeanisch), Salztoleranz 1 = tolerant.

## Systematik
Die Erstbeschreibung von Nasturtium officinale erfolgte 1812 durch William Townsend Aiton in der zweiten Ausgabe von Hortus Kewensis, Band 4, Seite 110. Synonyme für Nasturtium officinale W.T.Aiton sind: Nasturtium aquaticum Wahlenb., Nasturtium fontanum Asch., Nasturtium nasturtium-aquaticum (L.) H.Karst., nom. inval., Nasturtium siifolium Rchb., Radicula nasturtium Cav., Radicula nasturtium-aquaticum (L.) Rendle & Britten, Rorippa nasturtium Beck, Rorippa nasturtium-aquaticum (L.) Hayek, Sisymbrium nasturtium Thunb., Sisymbrium nasturtium-aquaticum L..
Die Echte Brunnenkresse ist wie die Kleinblättrige Brunnenkresse ein Elternteil der natürlich vorkommenden Hybride Bastard-Brunnenkresse oder Unfruchtbare Brunnenkresse (Nasturtium ×sterile (Airy Shaw) Oefelein, Syn.: Rorippa ×sterilis Airy Shaw).

## Nutzung

### Herkunft und Geschichte
Bereits Griechen und Römer verwendeten Brunnenkresse (lateinisch Nasturtium). Zu damaliger Zeit wurde sie aber noch nicht kultiviert, sondern an natürlich vorkommenden Standorten gesammelt. Sie kommt ursprünglich aus Europa. Einige Historiker belegen die erste Einführung der Kultur in Deutschland durch Nicolaus Meißner für das Jahr 1650. Jedenfalls entwickelte Christian Reichart (1685–1775) im Raum Erfurt in Dreienbrunnen das Anbausystem in sogenannten Klingen (Wassergräben). Vom 18. Jahrhundert bis heute wird dort im Dreienbrunnenfeld des Kresseparks Erfurt Brunnenkresse kultiviert. Das Dreienbrunnenfeld ist für seine warmen Quellen bekannt. Napoleon nahm 1809 einen Gärtner aus Erfurt mit und führte die Kultur nahe Versailles ein. Im Jahr 1810 wurden in Frankreich im Tal der Nonette zwischen Senlis und Chantilly Kressegräben angelegt. Der Bedarf an Brunnenkresse für Paris konnte auch noch 1909 nicht vollständig aus französischer Produktion gedeckt werden. Von 1929 bis 1932 waren um Erfurt hauptsächlich fünf Familienbetriebe mit dem Anbau beschäftigt und verbesserten das Anbausystem weiter. Das Gemüse wurde per Expresszug in viele Großstädte und nach Frankreich, in die Schweiz und die Benelux-Länder geliefert. Da jedoch im 20. Jahrhundert saubere Oberflächengewässer immer seltener wurden, nahm der Anbau mehr und mehr ab. Seit den 1990er-Jahren erlebt Brunnenkresse jedoch durch Rückbesinnung auf „alte und vergessene“ Gemüse wieder eine Renaissance. In der Schweiz existierte bis 1991 noch eine Anbaufläche von 1,2 Hektar im Kanton Bern. 2001 wurde in den USA versucht, bunte Mischungen mit verschiedenfarbigen Brunnenkresse-Typen in Kombination mit essbaren Blüten anzubieten. Der einzige in der Schweiz heute noch praktizierte Anbau wird von der Familie Motzet in dritter Generation betrieben und befindet sich in Wynau im Kanton Bern mit 0,6 Hektar. Von dieser Fläche werden etwa 20 Tonnen Brunnenkresse pro Jahr geerntet.

### Typen und Sorten
Es existieren viele Klone von Brunnenkresse, die über Jahre durch individuell auf den einzelnen Betrieben weitervermehrte und selektierte Pflanzenklone entstanden sind. Am verbreitetsten ist der Klon ‘Dark Green American’ mit dunkelgrüner Farbe. Der früher noch mehr angebaute hellgrüne Klon 'French Green' ist wegen seiner hellen Farbe nicht mehr so beliebt. Auch eine Kreuzung mit der Kleinblättrigen Brunnenkresse (Nasturtium microphyllum) mit brauner Farbe wird kaum noch angebaut.

### Bedeutung
Im Ertragsanbau wird die Echte Brunnenkresse in England mit einem Ernteergebnis von 4000 Tonnen im Jahr 1987 verwendet. Hier zählt sie zur „besseren Küche“ und wird vor allem im Gebiet der Hügelkette South Downs und verstreut zwischen Oxford und London angebaut. In Frankreich wurden 1987 100 Hektar bewirtschaftet; auch in den Benelux-Staaten und Portugal wird sie angebaut. In der Schweiz gibt es noch 0,6 Hektar Anbau im Kanton Bern.  In Deutschland befinden sich um Erfurt 2001 noch 70 Hektar Anbaufläche. Außereuropäische Anbauflächen gibt es in Florida und auf Hawaii, wo 1981 auf 13 Hektar 800 Tonnen geerntet wurden.

### Anbau und Ernte

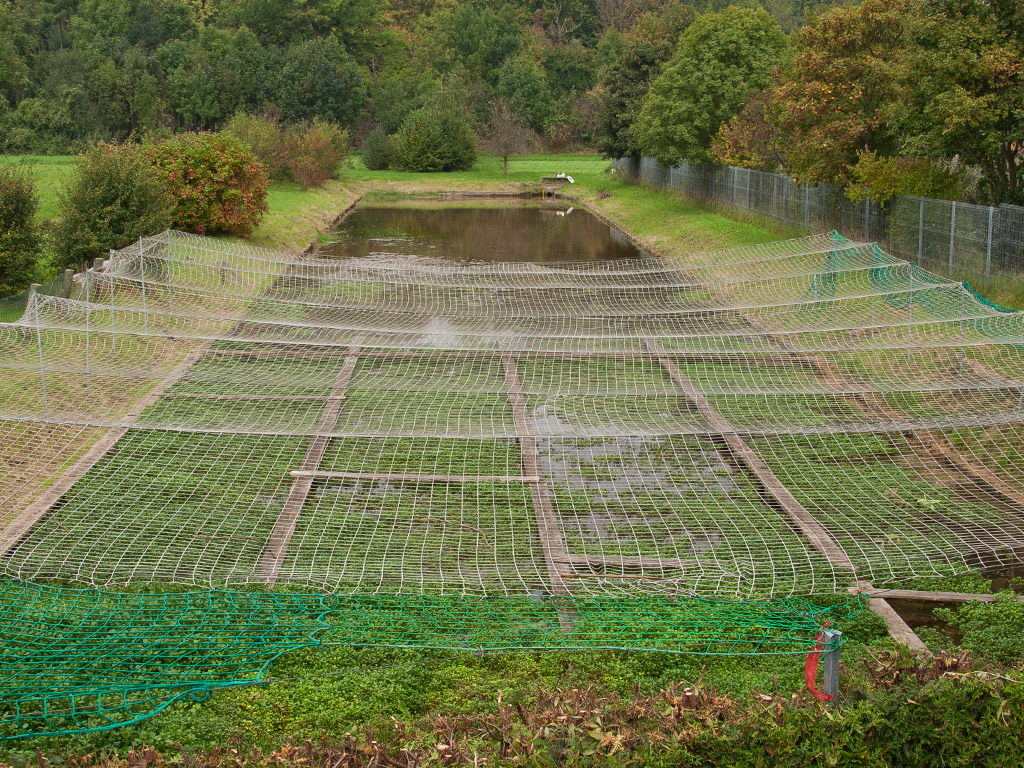
Traditioneller Anbau der Brunnenkresse in Erfurt.

Im Anbau befindet sich die Echte Brunnenkresse bevorzugt in Karstgebieten mit vielen Quellen. Auch in England ist Brunnenkresse im Anbau, da hier viel frisches sauberes Quellwasser vorhanden ist. Mit seinen 10 bis 12 °C bietet es optimale Bedingungen. Brunnenkresse verträgt auch Temperaturen bis 30 °C, wenn die Wasserversorgung ausreichend ist. Wichtig ist ein flacher Graben, der 40 bis 60 Zentimeter tief und etwa 2,5 bis 3 Meter breit ist und mit langsam fließendem Wasser gefüllt ist. Die seitlich des Grabens aufgeschütteten Wälle schützen die Gräben im Winter vor kaltem Wind. Die Gräben, auch Klingen genannt, sind mit einem Zufluss und Abfluss versehen, mit dem der Wasserstand geregelt werden kann. Damit wird die Klinge auch für Pflanzung oder Saat trockengelegt. Sauberes Quellwasser ist Voraussetzung, damit keine Krankheitserreger in der Brunnenkressekultur vermehrt und in den Ernährungskreislauf kommen. Traditionell wurden die dunklen und dunkelvioletten Klone eher im Winter, die Sorten mit grünen Blättern eher im Sommer angebaut. Das hat heute aber keine große Bedeutung mehr. Vermehrt wird über Stecklinge, bei der die betriebseigene Sorte genetisch erhalten bleibt, oder über Samen. Die aus Samenvermehrung entstehenden Pflanzen variieren genetisch und können verschiedene Wuchstypen hervorbringen. Das Saatgut kommt meist aus Frankreich und Portugal. Nach Vorkultur mit 6 Wochen im Sommer bis 15 Wochen im Winter werden die Pflanzen mit der gewünschten Größe von 10 bis 30 Zentimeter Länge ausgepflanzt. Die Saat erfolgt direkt während der Trockenphase der Anbauanlage Mitte Mai bis August. Die Samen werden leicht mit Erde bedeckt. Die Vermehrung über Aussaat dauert jedoch beträchtlich länger. Die Klingen müssen jährlich neu bepflanzt werden. Nach Pflanzung oder Keimung wird der Wasserspiegel mit der größer werdenden Pflanze langsam angehoben. Das Wasser muss immer fließen, damit es ausreichend gereinigt wird. Die Ernteperiode erstreckt sich von September bis zum Blühbeginn im Mai. In extensiv betriebener Kultur bleiben die Pflanzen bis zu zehn Jahre in Kultur. Im intensiven Anbau wird die Kultur jedes Jahr oder spätestens nach zwei Jahren neu angelegt. Die Kultur wird nicht bis nur sehr wenig gedüngt. Die Pflanze wird immer wieder geschnitten und gesäubert. Die Triebe werden mit einer Länge von 12 bis 15 Zentimeter geerntet und je nach Abnehmer zu 70 bis 120 Gramm gebündelt. Auch Verpackung in Plastikbeutel ist üblich. So können etwa 3,5 kg/m² geerntet werden. Durch den hohen Arbeitskostenanteil am Produkt ist der Ertragsanbau auch mehr in Kleinbetrieben etabliert. Geerntet wird von Hand oder mit der Sense, weil Brunnenkresse druckempfindlich ist. Um Frostschäden zu verhindern, wird mit Vlies abgedeckt. Da der Anbau im Freien, die Ernte im Winterhalbjahr bei widrigen Witterungsverhältnissen stattfindet, ist der Anbau eher rückläufig, was in der Forschung in Weihenstephan seit 1985 Versuche zum Anbau in Töpfen angeregt hat. Hier sind Erträge von 6 bis 12 kg/m² möglich. Kultur auf Tischen in Töpfen und mit Ebbe-Flut-System ist auch möglich. Als Schutz vor Frost werden die über dem Wasser stehenden Triebe unter Wasser gedrückt. Heute können sie auch mit Folien oder Folien-/Vliestunnels überdeckt werden.

### Krankheiten und Schädlinge
Da aus hygienischen Gründen viel in geschlossenen und zum Teil für den Winter mit Treibhäusern überdachten Anbauverfahren gearbeitet wird, kommt es eher zu Nährstoffmangel, wenn die Nährlösung unausgeglichen ist. Da die Pflanzenteile teilweise aus dem Wasser ragen, sind daran auch Schnecken und Blattläuse zu finden. Wo nicht direkt im Wasser kultiviert wird oder während der Trockenlegungsphase der Anlagen werden auch Unkräuter zum Problem. Lieferungen aus den USA für den Anbau in England enthielten Pflanzen-Viren wie Gurkenmosaikvirus (CMV), Blumenkohlmosaik-Virus und Turnip yellow mosaic virus (TYMV). Die Viren wurden durch Meristemvermehrung eliminiert. Wildenten werden durch farbige Bänder abgeschreckt. Pilzkrankheiten werden durch stehendes Wasser und hohe Tagestemperaturen im Sommer und Herbst gefördert. Bei den Pilzkrankheiten handelt es sich um einen Falschen Mehltau (Peronospora parasitica), Septoria-Blattflecken (Septoria sisymbrii) und um Crook root, der vom Pilz Spongospora nasturtii verursacht wird. Trauermücken treten vermehrt auf, wenn die Kultur nicht sauber begonnen wurde. Zur Abwehr sind Nützlinge (Nematoden) gebräuchlich. Viel tritt auch der Kohlerdfloh auf, der Löcher in die Laubblätter frisst.

### Verwendung

Chemische Strukturformel von Gluconasturtiin

#### Küche
Die Echte Brunnenkresse besitzt einen frischen, leicht scharfen Geschmack, der durch das Senfölglykosid Gluconasturtiin verursacht wird. Er erinnert geschmacklich an die verwandte Gartenkresse. Verwendung findet Brunnenkresse wie Gartenkresse in Suppen und Salaten. Zum Garnieren von Sandwiches, zu Steaks und besonders schmackhaft mit rohem Spinat eignet sie sich ebenfalls. Zum Trocknen und als Gewürz eignet sich Brunnenkresse nicht, weil sie dann fast keinen Geschmack mehr hat.
Allerdings gibt es in Belgien ein Craftbeer aus Brunnenkresse namens La Cress, das in Tongern gebraut wird.

#### Inhaltsstoffe
Die Echte Brunnenkresse enthält Bitterstoffe, Gerbstoffe, Zucker, ätherische Öle, Raphanol, Vitamine A, B1, B2, C und E, und Mineralstoffe wie Eisen, Iod, Phosphor, Calcium. Sie war ehemals ein wichtiger Vitamin-C-Lieferant durch die schon im Winter mögliche Ernte.

#### Lagerung
Da die Brunnenkresse sehr an feuchte Bedingungen gewöhnt ist, hält sie nur einen Tag bei Zimmertemperatur und muss bald verzehrt werden. In Folie eingepackt und im Kühlschrank bei 3 bis 5 °C gelagert kann sie eine Woche aufbewahrt werden.

### Medizinische Bedeutung

#### Hygiene im Anbau
Sobald die Pflanzenexemplare blühen, sind sie nicht mehr gut zum Verzehr geeignet. Pflanzenteile sollten nur aus fließenden Gewässern geerntet werden, um die bakterielle Belastung zu minimieren. In Frankreich wurden Infektionen mit dem Großen Leberegel beim Menschen durch Verzehr von ungegarter Brunnenkresse von Tierweiden oder aus der Wildnis nachgewiesen (Dönges, Parasitologie). Speziell in England mit einem großen Anteil an Schafweiden sollte aus diesem Grund nur Kultur-Brunnenkresse verwendet werden, um über den Schafkot Kontaminierungen mit dem Großen Leberegel zu verhindern.

#### Heilkunde
Diese alte Heilpflanze, früher auch als Senacion und (bereits im Mittelalter) Nasturtium aquaticum bezeichnet, gilt als Aphrodisiakum und appetitanregend, stoffwechselfördernd, harn- und wehentreibend. In der Naturheilkunde wird sie für die „Entschlackung“ von Leber, Lunge und Magen empfohlen. Außerdem soll sie bei Zuckerkrankheit Diabetes mellitus helfen. Sie wird bei Frühjahrskuren und gegen Rheuma verwendet. Äußerlich angewendet dient sie als Haartonikum und zur Teintklärung. Schon im 17. Jahrhundert galt die Brunnenkresse wegen ihres Vitamin-C-Gehaltes als geschätztes Mittel gegen Skorbut. Dass dies jedoch ein Irrtum war, ist schon durch die Tatsache bewiesen, dass Brunnenkresse, wie auch das ebenso verwendete Löffelkraut, nur an Land gegen Skorbut angewendet werden konnte, wo auch gleichzeitig frische und ausgewogenere Nahrung verfügbar war. Brunnenkresse ist auch wegen ihrer angeblichen blutreinigenden und blutaufbauenden Wirkung bekannt. Zusätzlich wird sie als entzündungshemmend für die Mundschleimhaut empfohlen.

## Wasserkresse in der Literatur
- G. P. Daniels: The two Cousins and the Watercress Girl. Providence, 1843, OCLC 5878162.